# Anglo-Transjordanischer Vertrag
Der Anglo-Transjordanische Vertrag (Englisch: Anglo-Transjordanian Treaty oder auch Treaty of London) war ein völkerrechtliches Vertragswerk zwischen Transjordanien und dem Vereinigten Königreich.
Er wurde am 22. März 1946 in London zwischen Abdallah ibn Husain I. und der britischen Regierung unter Federführung des Außenministers Ernest Bevin abgeschlossen. Der Vertrag entließ Transjordanien als unabhängigen Staat formal in die volle Souveränität, behielt jedoch auch Großbritannien die Stationierung von Truppen auf transjordanischem Territorium zu. Als Reaktion auf den Vertrag blockierte die Sowjetunion die Aufnahme des Landes in die Vereinten Nationen.